# Ashikaga Yoshizumi
Ashikaga Yoshizumi (jap. 足利 義澄; * 15. Januar 1478; † 6. September 1511) war der 11. Shōgun des Ashikaga-Shōgunates. Er regierte von 1493 bis 1508 in der Muromachi-Zeit Japans. Er war Sohn von Ashikaga Masatomo und Enkel des 6. Shōgun, Ashikaga Yoshinori.  
Er wurde von dem 8. Shōgun, Ashikaga Yoshimasa, adoptiert und später durch Hosokawa Masamoto als Seii Taishōgun im Amt eingesetzt, aber vom 10. Shōgun, Ashikaga Yoshitane, 1508  seines Titels beraubt, der dann zum zweiten Male Shōgun wurde. 
Sein Sohn Ashikaga Yoshiharu wurde 12. Shogun.